# Championnats du monde de tir 1900
Navigation
Édition précédente Édition suivante
Les championnats du monde de tir 1900, quatrième édition des championnats du monde de tir, ont eu lieu à Paris en 1900.